# Войцеховская, Алина Мартыновна
Алина Мартыновна Войцеховская (1869, Вознесенка — 1949, Киев) — украинская театральная актриса.

## Биография
Родилась в 1869 году в селе Вознесенка.
За свою жизнь работала в различных театральных группах, таких как:
- 1890, 1897—1899 — Марка Кропивницкого;[2]
- 1891—1893, 1895—1896, 1906—1908 — Панаса Саксаганского;
- 1894, 1903 — Николая Садовского;
- 1898 — Георгия Деркача;
- 1900 — Олесия Суходольского;
- 1904 — Панаса Саксаганского и Николая Садовского;
- 1909—1917 — Ивана Марьяненко.

В 1918—1920 годах была режиссёром любительских кружков, с 1922 года вместе с Панасом Саксаганским выступала в рабочих клубах Киева.
Автор воспоминаний о работе с корифеями украинского театра (не опубликованы; хранятся в Государственном музее театрального, музыкального и кино-искусства Украины).
Умерла в Киеве в 1949 году. Похоронена на Лукьяновском кладбище (участок № 11).

## Творчество
Исполняла преимущественно роль лирических героинь. Среди ролей:
- Елена, Ярина («Глитай, или Паук», «Невольник» Марка Кропивницкого);
- Харитина («Наймичка» Ивана Карпенко-Карого);
- Наталья («Лимеровна» Панаса Мирного);[4]
- Галя (Назар Стодоля Тараса Шевченко).